# Jim Corr
Jim Corr, narozený jako James Steven Ignatius Corr, MBE se narodil 31. července 1964 v irském Dundalku. Je to irský zpěvák, textař a člen folk-rockové skupiny The Corrs, dalšími členy této skupiny jsou jeho mladší sestry Andrea, Sharon a Caroline. Jim je taky DJ.

## Osobní život
Jim má syna Brandona, kterého má s Gayle Williamson, modelkou a bývalou miss Severního Irska z roku 2002. Strýc Jimyho Corra byl fotbalistou, který hrál za národní tým Irské republiky a za klub Everton.

## Hudební kariéra
Jim začal nejdříve hrát na kytaru, poté, co jeho přítel Anthony Boyle ukázal mladému Jimmymu jak naladit kytaru a jak na ni hrát. Jim Corr hraje jak na akustickou, tak i na elektrickou kytaru, také hraje na piáno, klávesy, Akordeon a je též doprovodným hlasem skupiny. Jako producent se rovněž aktivně podílel na většině alb celé skupiny.

## Diskografie
Hlavní článek The Corrs diskografie

## Charitativní činnost a ocenění
Jim stejně jako jeho mladší sestry je držitel Řádu Britského impéria, který získal v roce 2005 od britské královny Alžběty II. za hudební přínost a za charitativní činnost, v níž se angažoval spolu se svými sestrami. Tato charitativní činnost obnášena především hraní charitativních koncertů pro získání finančních prostředků pro potřebné (oběti bombardování, peníze pro nemocnice atd.).
Jim a jeho sestry se tak zapojili do série koncertů (Live 8), vystupovali na hudebním koncertu v Edinburghu společně s Bonem v polovině roku 2005. Jim se zapojil do šíření osvěty o nebezpečnosti AIDS v Africe.

## Osobní pohled Jimmyho Corra na 11. září 2001
Corr je členem hnutí 9/11 Truth Movement, které popírá oficiální verzi události z 11. září 2001, a zastává názor, že se nejedná o akt mezinárodního terorismu. JMá odlišný názor i na smrt Usámy bin Ládina, podle něj zemřel někdy v roce 2001.